# Dramlje
Dramlje (phát âm [ˈdɾaːmljɛ]; tiếng Đức: Sankt Egidi) là một trong những khu định cư đông đúc nhất trong đô thị Šentjur, miền đông Slovenia. Khu định cư, cũng như toàn bộ đô thị này, được bao gồm trong vùng thống kê Savinja, mà nó nằm trong phân vùng Slovenia của Công quốc lịch sử Styria.

## Tên gọi
Tên gọi của khu định cư từng được chuyển từ Šent Ilj (dịch nghĩa là, 'Thánh Giles') thành Dramlje vào năm 1955. Tên gọi này đã được thay đổi trên cơ sở Luật đặt Tên cho các Khu Định Cư và định danh cho quảng trường, đường phố và tòa nhà năm 1948 như một phần trong nỗ lực của đám chính phủ cộng sản hậu chiến Slovenia nhằm loại bỏ các yếu tố tôn giáo khỏi địa danh. Trước khi tên gọi Dramlje (tiếng Đức: Trennenberg) được áp dụng cho khu định cư, nó từng là tên một khu vực để đề cập đến một vùng rộng lớn ở phía bắc Šentjur, trải dài từ Vojnik tới Ponikva. Tên khu vực này đã được chứng thực vào năm 1043 qua tên gọi Teramperch (và tên gọi Dremel vào năm 1354, Dreming vào năm 1377, Dremyng vào năm 1401, và Dråming vào năm 1450). Nguồn gốc của nó không được rõ ràng; nó có thể được dựa trên tên cá nhân *Drama (nhằm chỉ định một số loại quyền sở hữu) hoặc có thể là có nguồn gốc substratum tiền-Slavic. Xem thêm Dramlja.

## Những nhân vật đáng chú ý
Những người nổi tiếng từng sinh ra hoặc sống ở Dramlje bao gồm:
- Ivan Kolarič (1869–1894), nhà thơ[9]
- Matija Vodušek (1802–1872), nàh văn[9]
- Fran Župnek (1860–1928), nhà phát triển đường sắt và công trình thủy lợi[9]